# Lijst van Haarlemmers
Deze lijst van Haarlemmers betreft bekende personen die in de stad Haarlem zijn geboren of hebben gewoond.

## Geboren

### A
- Pierre Jean Baptiste Charles van der Aa (1770-1812), jurist, patriot en schrijver
- Gerard van den Aardweg (1936), psycholoog
- Liban Abdulahi (1995), voetballer
- Fer Abrahams (1951), popjournalist, presentator en organisator van concerten
- Peter Adrichem (1959), programmamaker en televisieproducent
- Joost van Aken (1994), voetballer
- Kees Akerboom sr. (1952), basketballer
- Willem Outgertsz. Akersloot (1600-1651), graveur
- Albert Alberts (1911-1995), schrijver, vertaler en journalist
- Arthur Albracht (1978), radio-dj
- Lex Althoff (1904-1943), journalist en verzetsstrijder
- Samuel Ampzing (1590-1632), dominee en dichter
- Kees van Amstel (1965), columnist, stand-upcomedian/cabaretier en comedytekstschrijver
- Fred André (1941-2017), voetballer
- Floris Andréa (1967), fotograaf en kunstenaar
- Caecilia Andriessen (1931-2019), pianiste en componiste
- Heleen Andriessen (1921-2000), fluitiste
- Hendrik Andriessen (1892-1981), componist
- Nicolaas Hendrik Andriessen (1845-1913), componist
- Nicolaas Hendrik Andriessen (1923-1996), architect
- Jurriaan Andriessen (1925-1996), componist
- Mari Andriessen (1897-1979), beeldhouwer
- Willem Andriessen (1887-1964), componist en pianist
- Henk Angenent (1930-1977), voetballer
- Zacharias Anthonisse (1906-1985), pater en hoogleraar theologie
- Benjamin Jacques Asscher (1925-2008), jurist, advocaat en rechter
- Asis Aynan (1980), schrijver

### B
- Jan Baas (1915-2001), honkballer
- Jan de Baen (1633-1702), kunstschilder
- Wim Balm (1960), voetballer
- Joan Albert Ban (1597-1644), rooms-katholieke priester, rechtsgeleerde, componist en muziektheoreticus
- Serge van den Ban (1980), voetballer
- Linda Bank (1986), zwemster
- Jacob van Barry (1425-1500), jurist, stadssecretaris van Haarlem
- Olav Basoski (1968), houseproducer
- Frédéric Bastet (1926-2008), archeoloog, kunsthistoricus, essayist, dichter en biograaf
- Jay Jay Bauer (1975), zanger
- Menno Bauer (1949), kunstschilder
- Leo Beaufort (1890-1965), rooms-katholieke geestelijke en politicus
- Robert S.P. Beekes (1937-2017), hoogleraar
- Giel Beelen (1977), radio-dj
- Nicolaas Beets (1814-1903), schrijver
- Cornelis Bega (1631/1632-1664), kunstschilder en graveur
- Milan Berck Beelenkamp (1977), voetballer
- Hank Beenders (1916-2003), Nederlands-Amerikaans basketballer
- Dora Beets (1812-1864), schrijfster
- Thomas Beijer (1988), pianist en componist
- Jessica Belder (1982), boksster
- Patrick Beljaards (1978), honkballer
- Fred Benavente (1926-2005), programmamaker, acteur, zanger en tekstschrijver
- Jan Bender (1909-1994), organist en componist
- Cissy van Bennekom (1911-2005), actrice
- Oscar Benton (1949-2020), zanger
- Nicolaes Berchem (1622-1683), kunstschilder van mediterrane, pastorale landschappen
- Gerrit Berckheyde (1638-1698), kunstschilder
- Eltjo van Beresteyn (1876-1948), jonkheer, bestuurder, politicus en genealoog
- Desirée van den Berg (1987), model
- Jan van den Berg (1879-1951), voetballer
- Jeffrey van den Berg (1989), voetballer
- Gied ten Berge (1948), socioloog, theoloog, publicist en vredesactivist
- David Bergman (1981), honkballer
- Jos Bergman (1940), acteur en schilder
- Martijn van den Bergh (1974), presentator
- Rob Bertholee (1955), officier van de Nederlandse Koninklijke Landmacht
- Nicci Berrevoets (2005), voetbalster
- Vera Beths (1946), violiste
- Greet Beukenkamp (1939), schrijfster
- Marco Beukenkamp (1963), atleet
- Anneke Beukman (1968), actrice, zangeres en stemacteur
- J.G. van Beusekom (1825-1881), architect
- Wil van Beveren (1911-2003), atleet en sportjournalist
- Louis Biesbrouck (1921-2005), voetballer
- Paul Bijleveld (1959), bankier en bestuurder
- Jan Bijleveld (1878-1952), archivaris, bestuurder en historicus
- Teke Bijlsma (1936-2023), organist
- Maurits Binger (1868-1923), fotograaf, schrijver, producent en regisseur
- Gerrit Bleker (1600-1656), kunstschilder en etser
- Tom Blomberg (1954), Zweeds-Nederlands radiomaker
- Charles de Bock (1914-1975), voetballer
- Henze Boekhout (1947-2024), kunstenaar/fotograaf
- Nico Boer (1932-2009), operazanger
- Jeffrey Bok (1991), voetballer
- Marjolein Bolhuis-Eijsvogel (1961), hockeyspeler
- Martijn Bolkestein (1972), politicus
- Hans Bollongier (1600-1645), kunstschilder
- Casper ten Boom (1859-1944), juwelier en verzetsstrijder
- Kees Boonman (1954), parlementair journalist
- Henri van Booven (1877-1964), schrijver
- Tob de Bordes (1927-2012), acteur en voordrachtskunstenaar
- Kerst Elias Borger (1840-1905), burgemeester
- Annie Borst Pauwels (1913-1999), schilder
- Burny Bos (1944-2023), producent en kinderboekenschrijver
- Cobus Bosscha (1967), radiopresentator en voice-over
- Ruud Bossen (1962), scheidsrechter betaald voetbal
- Dirk Bouts (1410-1475), kunstschilder
- Annemieke Bouma (1956), hoogspringster
- Aaron Bouwman (2007), voetballer
- Emilie Bouwman (1943), fotomodel en modeontwerper
- Roderik Bouwman (1957), hockeyspeler
- Hans Bouwmeester (1929), schaker
- Floris Jan Bovelander (1966), hockeyspeler
- Bruno Braakhuis (1961), politicus
- Stella Braam (1962), journaliste
- Richard Brakenburg (1650-1702), kunstschilder
- Aaf Brandt Corstius (1975), columniste, vertaalster, schrijfster, publiciste en redactrice
- Jan de Bray (1627-1697), kunstschilder
- Fred Breebaart (1945-2015), kunstschilder
- Reinoud van Brederode (1567-1633), edelman, rechter en diplomaat
- Theo Brinkel (1958), politicus
- Arnoldus Johannes Petrus van den Broek (1877-1961), anatoom en fysisch antropoloog
- Johannes van den Broek (1882-1946), mijnbouwkundige en politicus
- Rein van den Broek (1945-2015), trompettist en componist
- Marius Broekmeyer (1927-2007), wetenschapper, schrijver en Oost-Europadeskundige
- Edward Brongersma (1911-1998), politicus, advocaat, rechtsgeleerde en criminoloog
- Evert Bronstring (1943-2021), damgrootmeester
- Frans Brugman (1948), onderzoeker
- Jacob Leonard de Bruyn Kops (1822-1887), politicus, econoom, hoogleraar
- Matthijs Büchli (1992), baanwielrenner
- Garrelt van Borssum Buisman (1915-1991), beroepsmilitair
- André Buissink (1905-1959), burgemeester
- Piet Buter (1949), voetbaltrainer en sportbestuurder

### C
- Jacob van Campen (1596-1657), bouwmeester
- Geertruida Carelsen (1843-1938), schrijfster en journaliste
- Willem Naudin ten Cate (1860-1942), militair en politicus
- Maarten Cieremans (1922-2014), Engelandvaarder
- Alain Clark (1979), zanger/producer
- Jordy Clasie (1991), voetballer
- Eric Claus (1936), beeldhouwer, graficus en medailleur
- Floris Cohen (1946), wetenschapshistoricus en hoogleraar
- Job Cohen (1947), politicus
- Cornelis Cornelisz. van Haarlem (1562-1638), kunstschilder
- Laurens Janszoon Coster, vermeend uitvinder van de boekdrukkunst
- Joseph Coymans (1621-1677), ondernemer en grootgrondbezitter
- Ted Cremer (1902-1979), roeier
- Cristian D (2004), rapper
- René Cuperus (1960), politiek ideoloog en columnist
- Alexander Curly (1946-2012), zanger

### D
- Henri Daalhoff (1867-1953), kunstschilder
- Jo Daemen (1891-1944), grafisch ontwerper, tekenaar en glaskunstenaar
- Wim van Dam (1950), astroloog
- Robbert Das (1929), auteur en futuroloog
- Rudolf Das (1929-2020), auteur en futuroloog
- Pauline Dekker (1962), televisiepresentatrice en -omroepster
- Midas Dekkers (1946), bioloog en schrijver
- Henri Louis Dekking (1892-1967), bobsleeër
- Gino Demon (1997), voetballer
- Henri Dievenbach (1872-1946), schilder en tekenaar
- Frans Theodoor Dijckmeester (1917-2003), burgemeester en verzetsstrijder
- Maarten van Dis (1936), roeier
- Ko Doncker (1874-1917), illustrator en schrijver
- Sjef van Dongen (1906-1973), Noordpoolvorser en een politicus
- Dennis (= Denise van Donselaar) (1984), zangeres
- Beau van Erven Dorens (1970), tv-presentator
- Emmy Draaisma-Haije (1924-2000), beeldhouwer
- Wiebe Draijer (1924-2007), hoogleraar en politicus
- Couhaib Driouech (2001), voetballer
- Doesjka Dubbelt (1966), televisiepresentatrice
- Sjef van Duffelen (1946-2020), voetballer
- Cornelis Dusart (1660-1704), kunstschilder
- Willem Duyn (1937-2004), zanger
- Don Duyns (1967), (toneel)schrijver en -regisseur
- Hendrik Dyserinck (1838-1906), marineofficier en politicus

### E
- Tyronne Ebuehi (1995), Nederlands-Nigeriaans voetballer
- Gerard van Eckeren (1876-1951), schrijver
- Frederik van Eeden (1860-1932), psychiater en schrijver
- Frederik Willem van Eeden (1829-1901), amateur-plantkundige
- Jacques van Egmond (1908-1969), wielrenner
- Dwight Eind (1983), voetballer
- Hendrik van den Eijnde (1869-1939), beeldhouwer, meubelontwerper, graficus en tekenaar
- Piet Emmer (1944), historicus
- Adriaan Engels (1906-2003), organist en componist
- Liane Engeman (1944), autocoureur
- Abraham Enschedé (1760-1820), krantenredacteur en boekdrukker
- Ed Engelkes (1964), voetbalcoach
- Cilia Erens (1946-2023), geluidskunstenares
- Frans van Essen (1980), popmuzikant en producer
- Hans Evers (1924-1991), voorzitter van de Nederlandse Zionistenbond

### F
- Klaas Carel Faber (1922-2012), Nederlands-Duits oorlogsmisdadiger
- Pieter Johan Faber (1920-1948), SD'er en oorlogsmisdadiger
- Esther van Fenema (1970), psychiater, columniste en schrijfster
- Stijn Fens (1966), (tv-)journalist
- Mohamed el-Fers (1950-2024), publicist, musicus en filmmaker
- Richard Flink (1903-1967), acteur
- Hans Franken (1936), lid van de Eerste Kamer der Staten-Generaal en hoogleraar
- Sies Foletta (1911-1981), acteur
- Tonnie Foletta (1904-1980), hoorspel- en televisieacteur en variétéartiest
- Alphons Freijmuth (1940), kunstschilder, beeldhouwer, graficus en keramist

### G
- Barry van Galen (1970), voetballer
- Philip Galle (1537-1612), graveur en tekenaar
- Jesse Huta Galung (1985), tennisser
- Ruard Ganzevoort (1965), hoogleraar
- Luciène Geels (1968), softbalster
- Ruud Geels (1948-2023), voetballer
- Nathalie Geeris (1971), voetbalster
- Lynn Geertman (1974), softbalster
- Cor van der Geest (1945), judotrainer
- Dennis van der Geest (1975), judoka
- Elco van der Geest (1979), Nederlands-Belgisch judoka
- Yvonne van Gennip (1964), schaatsster
- Hans Gerding (1947), filosoof en parapsycholoog
- Joop Geurts (1923-2009), honkballer
- Karel Gleenewinkel Kamperdijk (1883-1975), voetballer
- Marian Gobius (1910-1994), beeldhouwster
- Cornelia van der Gon (1644-1701), maakster van poppenhuizen
- Cornelis Jacobus Gonnet (1842-1926), stadsarchivaris
- Malou Gorter (1969), actrice
- Dirk Gotink (1982), (euro)politicus (CDA; NSC)
- Chris Götte (1962-2001), drummer
- Anton Goudsmit (1967), jazzgitarist
- Serdar Gözübüyük (1985), scheidsrechter
- Bart de Graaff (1967-2002), tv-presentator, programmamaker, oprichter BNN
- Maria de Grebber (1602-1680), kunstschilder
- Pieter de Grebber (1600-1653), kunstschilder
- Tim Griek (1944-1988), muzikant en muziekproducent
- Tallon Griekspoor (1996), tennisser
- Bert Groen (1945), ambtenaar en politicus
- Dineke de Groot (1965), juriste; president van de Hoge Raad sinds 2020
- Tjeerd de Groot (1968), politicus
- Jeroen Guliker (1966), schrijver

### H
- Pim Haak (1934-2021), rechter
- Roy van Haalem (1950-2024), voetballer
- Johan Bierens de Haan (1883-1958), bioloog en dierpsycholoog
- Jurre Haanstra (1952), musicus, (film)componist en arrangeur
- Willie van Haard (1929-2013), kunstschilder
- Annemarie van Haeringen (1959), illustratrice en prentenboekenmaakster
- Georgette Hagedoorn (1910-1995), (toneel)actrice, voordrachtskunstenares, chansonnière en musicalster
- Henri ter Hall (1866-1944), revueartiest, theaterproducent en politicus
- Gregory Halman (1987-2011), honkballer
- Dirck Hals (1591-1656), kunstschilder
- Femke Halsema (1966), politica
- Anton Gerard van Hamel (1842-1907), predikant en hoogleraar Frans
- Gerard Anton van Hamel (1942-1917), advocaat, rechtsgeleerde, hoogleraar en politicus
- Jan de Hartog (1914-2002), schrijver
- Kenau Simonsdochter Hasselaer (1526-1588), scheepsbouwer en houthandelaar, vermeend vrijheidsstrijdster
- Pieter Hasselaer (1554-1606), bierbrouwer en schepen
- Willem Claesz. Heda (1594-1680), kunstschilder
- Frank Heemskerk (1969), voormalig staatssecretaris van Economische Zaken
- Hendrick Heerschop (1626-1690), kunstschilder
- Koen van Heest (1998), muzikant en YouTuber
- Janny van der Heijden (1954), culinair publicist
- Menno Helmus (1962), presentator en voorganger
- Bartholomeus van der Helst (1613-1670), kunstschilder
- Evert van Hemert (1952-2022), beeldhouwer en kunstschilder
- Jan van Hemert (1933-2022), decorontwerper
- Jeroen Henneman (1942), schilder, tekenaar, graficus, illustrator, beeldhouwer en theater- en televisiemaker
- Maria Henneman (1956), tv-journaliste en eindredactrice
- Hendrik van Heuraet (1633-1660), wiskundige
- Martin van den Heuvel (1931-2018), Oost-Europadeskundige
- Ben Hendriks (1958), volkszanger
- Frans Hendriks (1957), mix- en masteringtechnicus, producer
- Frans Hin (1906-1968), zeiler
- Irene Hin, singer-songwriter
- Bas Hoeflaak (1973), acteur en cabaretier
- Tjeerd Hoek (1968), medewerker van Microsoft Windows
- Rob Hoeke (1939-1999), zanger-pianist-songwriter
- Geert Hofstede (1928-2020), organisatiepsycholoog
- René Höcker (1958), regisseur
- Jan I van Holland (1284-1299), graaf van Holland
- Arnoud Holleman (1964), kunstenaar
- Gilles Holst (1886-1968), natuurkundige
- Cornelis Holsteyn (1618-1658), kunstschilder
- Gerard Holt (1904-1988), architect
- Willem Holthuizen (1938), politicus voor de VVD
- Nienke Hommes (1977), roeister
- Jan-Willem van Hoof (1982), golfprofessional
- Hendrik Philip Visser 't Hooft (1905-1977), arts en hockeyspeler
- Willem Visser 't Hooft (1900-1985), theoloog
- Johannes Hoogendoorn 1898-1944), verzetsstrijder
- Elise Hoomans (1914-1991), actrice
- Johannes Hoornbeeck (1617-1666), hoogleraar theologie
- Henk Hos (1906-1944), chemisch analist en verzetsstrijder
- Dana Horeman (1981), softbalster
- Jan van Huchtenburg (1646-1733), kunstschilder
- Marco van der Hulst (1963), wielrenner

### I
- Tim Immers (1971), acteur, presentator en zanger
- Ted Immers (1941-2024), voetballer en voetbalcoach
- Christiaan Ingelse (1948), organist en componist
- Adriaen Isenbrant (1490-1551), Vlaams kunstschilder
- Bernardus IJzerdraat (1891-1941), verzetsstrijder

### J
- Jan van Jagen (1709-1800), graveur, etser en cartograaf
- Jan Jansma (1962), bridge- en pokerspeler
- Eva Janssen (1911-1996), hoorspelactrice
- Kitty Janssen (1930-2012), actrice
- Arthur Japin (1956), schrijver
- Reinier Emil Jessurun (1904-1949), militair en verzetsstrijder
- Suzanne de Jong (1982), presentator
- Igone de Jongh (1979), balletdanseres
- Jop Joris (1978), acteur en presentator

### K
- Hugo Kaagman (1955), kunstenaar
- Arie Kaan (1901-1991), atleet
- Brigitte Kaandorp (1962), cabaretière
- Dick Kaart (1930-1985), jazztrombonist
- Norbert Kaart (1959), acteur en producer
- Jan Kal (1946), dichter
- Christiaan van der Kamp (1967), politicus
- Michiel van Kampen (1976), honkballer
- Mitchell Kappenberg (1986), voetballer
- Hans Keller (1937-2019), journalist, televisierecensent, scriptwriter, regisseur en documentairemaker
- Johan Kesler (1873-1938), kunstschilder, boekbandontwerper en graficus
- Jeroen Ketting (1980), voetballer
- Piet Ketting (1904-1984), componist
- Hendrik Keun (1738-1787), kunstschilder, tekenaar en graveur van stadsgezichten en landschappen
- Albert de Klerk (1917-1998), organist
- Jo Klingers (1933-2016), beeldend kunstenaar
- Joran Klarenbeek (1989), honkballer
- Maarten Kloos (1947), architect en bestuurder
- Sigrid Koetse (1935-2025), actrice
- Sophie Köhler-van Dijk (1892-1967), (hoorspel)actrice
- Kirsten van der Kolk (1975), roeister
- Martijn Kolkman (1978), radio-dj
- Auke Kok (1956), journalist en publicist
- Orkun Kökçü (2000), voetballer
- Leontien Kompier (1958), politica
- Elisabeth Koning (1816-1887), schilderes van stillevens
- Elisabeth Koolaart-Hoofman (1664-1736), dichteres
- Tjeerd Koopman (1948), voetballer
- Johan Gerbrand Koopmans (1900-1958), bedrijfskundige, econoom en hoogleraar
- Rogier Koordes (1972), voetballer
- Peter van Koppen (1953), rechtspsycholoog
- Arnold Willem Kort (1881-1972), kunstschilder en ontwerper
- Anita Kossen (1970), softbalster
- Hendricus Petrus Koster (1883-1963), militair
- Jeroen Koster (1972), sportjournalist
- Annemarie Kramer (1975), atlete
- Angéla Kramers (1960), zangeres (Dolly Dots)
- Robert van der Kroft (1952), striptekenaar
- Wim van der Kroft (1916-2001), kanovaarder
- Jeroen Krom (1971-2024), discjockey en muziekproducent
- Peer Krom (1898-1965), voetballer
- Arie Cornelis Kruseman (1818-1894), uitgever
- Jan Adam Kruseman (1804-1862), kunstschilder
- Cornelis Kruys (1619/1620-1660), kunstschilder
- Abraham Kuenen (828-1891), protestants theoloog en exegeet
- Henk Kuijpers (1946), stripauteur
- Teun Kuilboer (1982), acteur
- Simon Kuipers (1982), schaatser
- Ria Kuyken (1934-2001), zangeres en kunstenaar

### L
- Pieter van Laer (1559-1642), kunstschilder
- Hendrik Lagerwaard (1922-2005), jurist
- Frits Lamp (1905-1945), atleet
- Pieter Langendijk (1683-1756), toneelschrijver
- Martinus J. Langeveld (1905-1989), pedagoog
- Sietz Leeflang (1933-2017), milieuactivist en voormalig journalist
- Rick de Leeuw (1960), zanger, schrijver en dichter
- Arie van Leeuwen (1910-2000), atleet
- Hans Lemmink (1959), honkballer en zakenman
- Cornelis van Lennep sr. (1751-1813), politicus
- Judith Leyster (1609-1660), kunstschilder
- Antonius van der Linde (1833-1897), bibliothecaris, boekverzamelaar, historicus, predikant en schaker
- Ilco van der Linde (1963), oprichter van Bevrijdingspop
- Jan Huygen van Linschoten (1563-1611), ontdekkingsreiziger
- Catharina Lodders (1942), fotomodel
- Johannes Bernardus van Loghem (1881-1940), architect
- Cilia Loots (1903-1988), onderwijzeres en verzetsstrijder
- Jacobus van Looy (1855-1930), kunstschilder en schrijver
- Anton Lucas (1892-1975), econoom en politicus
- Rudolf Lucieer (1942), acteur
- Roel Luijnenburg (1945-2023), roeier
- Hinke Luiten (1955-2024), kunstenares
- Kees Lunshof (1945-2007), journalist en columnist
- Jan van Luxemburg (1936-2012), literatuurwetenschapper en publicist

### M
- Geert van Maanen (1951), topambtenaar
- John Maas (1938-2005), inspecteur-generaal der krijgsmacht
- Jan Mandijn (1500-1560), kunstschilder
- André van Maris (1973), honkballer
- Alexandra van Marken (1960), zangeres en actrice
- Paul Marselje (1950), politicus en singer-songwriter
- Margot Marsman (1932-2018), zwemster
- Isaac Massa (1586-1643), diplomaat
- Bettien Martens (1951-?), crimineel
- Jacob Matham (1571-1631), kopersnijder, graveur en kunstenaar
- Jan Matthijs (1500-1534), charismatisch leider van de wederdopers
- Marjolein van der Meer Mohr (1960), politica
- Bart Meijer (1982), televisie- en radiopresentator
- Simon Pierre François Meijer (1809-1890), officier der artillerie
- Anita Meiland (1967), roeister
- Raymond Mens (1986), politicoloog, politiek strateeg en Amerikakenner
- Lune Miedema (2001), voetbalster
- Nicolien Mizee (1965), schrijfster
- Emiel van Moerkerken (1916-1995), surrealist, fotograaf, cineast, en schrijver
- Maurits Mok (1907-1989), dichter
- Woutherus Mol (1785-1857), kunstschilder
- Alex Molenaar (1990), acteur
- Jan Miense Molenaer (1610-1668), kunstschilder
- Roel de Mon (1919-1973), honkballer
- Bodine Monet (2001), zangeres
- Marius Monnikendam (1896-1977), art deelnemer
- David Moolenburgh (1968), politicus
- Merel Mooren (1982), beachvolleybalster
- Jan Mostaert (1472-1552), kunstschilder
- Jan Mul (1911-1971), componist
- Frederik Muller Jzn (1883-1944), classicus en hoogleraar
- Theo Mulder (1928-2017), beeldhouwer
- Harry Mulisch (1927-2010), schrijver en de enige ereburger van Haarlem
- Steef van Musscher (1902-1986), atleet

### N
- Johanna W.A. Naber (1859-1941), feministe en schrijfster van talrijke historische studies
- Paul Nanne (1967), honkballer
- Tom Nanne (1971), honkballer
- Mandy Negerman (1978), actrice en voice-over
- Catalien Neelissen (1961), roeister
- Adelbert Nelissen (1948-2014), pleitbezorger van de macrobiotiek
- Cornelis van Niel (1897-1985), microbioloog
- Ragnar Niemeijer, sportverslaggever
- Joost Niemöller (1957), schrijver en journalist
- Jan Nieuwenburg (1967), burgemeester
- Jan Nieuwenhuyzen (1724-1806), doopsgezind predikant
- Tosca Niterink (1960), actrice
- Boy Nijgh (1955-2013), voetballer
- Lennaert Nijgh (1945-2002), schrijver
- Jurgen Nobel (1988), politicus
- Felix de Nobel (1907-1981), pianist en dirigent
- Penny le Noble (1972), softballer
- Orla Noom (1985), squashspeelster
- Yorick van Norden (1986), singer-songwriter

### O
- Joop Odenthal (1924-2005), voetballer
- Tobias Oelderik (1996), acteur
- Steve Olfers (1982), voetballer
- Nick Olij (1995), voetballer
- Esther Oosterbeek (1959), zangeres (Dolly Dots)
- Wilfred Oranje (1951-2011), vertaler
- Adriaen van Ostade (1610-1685), kunstschilder
- Willem den Ouden (1928-2025), graficus, tekenaar, beeldhouwer en landschapsschilder
- Piet Oudolf (1944), tuinarchitect
- Henk Overbeek (1949), politicus en hoogleraar
- Jeroen Overbeek (1966), nieuwslezer

### P
- Boudewijn Paans (1943-2021), schrijver en journalist
- Cornelis Padbrué (1592-1670), componist
- David Janszoon Padbrué (1552-1635), componist, zanger en luitspeler
- Klaas Pander (1867-1940), schaatser
- Adriaan Paulen (1902-1985), atleet, sportbestuurder en verzetsman
- Gustaaf Peek (1975), schrijver
- Heleen Peerenboom (1980), waterpoloster
- Robert Jan van Pelt (1955), publicist, architectuurhistoricus, hoogleraar en onderzoeker
- Bram Peper (1940-2022), politicus (PvdA); burgemeester van Rotterdam 1982-1998
- Harry Peschar (1921-2010), politicus
- Gerard Peters (1920-2005), wielrenner
- Piet Peters (1921-1993), wielrenner
- Anniek Pheifer (1977), actrice
- Marlies Philippa (1944), historisch taalkundige en schrijfster
- Frans Piët (1905-1977), striptekenaar
- Amy Pieters (1991), baanwielrenster
- Roy Pieters (1989), baanwielrenner
- Fritz Joseph Pinédo (1884-1976), architect
- Wouter Planteijdt (1957), gitarist, producer, zanger en schrijver
- Alexander Pola (1914-1992), acteur, tekstschrijver en komiek
- Nina Polak (1986), schrijver en journalist
- Willem de Poorter (1608-1648), kunstschilder
- Eva Poppink (1977), actrice
- Maurits Post (1645-1677), architect
- Pieter Post (1608-1669), architect en kunstschilder
- Hannes Postma (1933-2020), schilder, tekenaar, graficus
- Pieternel Pouwels (1969), actrice
- Sonja Prins (1912-2009), dichteres
- Rogier Proper (1943), scenarioschrijver
- Theo Puntman (1955), illustrator

### R
- Yassine Rahmouni (1984), Nederlands-Marokkaans dressuurruiter
- Hans Erik Ras (1921-2008), president van de Hoge Raad der Nederlanden
- Robin Raven (1962), kinderboekenschrijver
- Alexander Reeuwijk (1975), schrijver, reiziger en interviewer
- Youri Regeer (2003), voetballer
- Gonny Reijnen (1967), softbalspeelster
- Ludovit Reis (2000), voetballer
- Han Reiziger (1934-2006), musicus en presentator
- Jan Reuvens (1763-1816), politicus en rechter
- Pauline van Rhenen (1946), actrice
- Felix Rhodius (1945-2023), voormalig directeur van het Kabinet der Koningin
- Koen Ridder (1985), badmintonner
- Rob Ridder (1953), badmintonner
- Jaïro Riedewald (1996), voetballer
- Rob van der Riet (1950), politicus
- André Rieu sr. (1917-1992), dirigent
- Jan van Rijckenborgh (1896-1968), mysticus
- Dennis Rijnbeek (1972), zwemmer
- Coba Ritsema (1876-1961), schilderes
- Joan Röell (1844-1914), premier
- Anthony Roodvoets (1927-2016), arts
- Niek Roozen (1997), acteur
- Dorien Rose (1983), model en actrice
- Lex van Rossen (1950-2007), popfotograaf
- Jan Hielke Roukema (1910-1997), burgemeester
- Georg Rueter (1875-1966), kunstschilder, tekenaar en grafisch ontwerper
- Theo Rueter (1876-1963), architect
- Willem Ruis (1945-1986), presentator
- Jacob van Ruisdael (1628-1682), kunstschilder

### S
- Albert Sabajo (1947-2018), Surinaams surinamist en musicus
- Gregor Salto (1976), diskjockey
- Stephan Sanders (1961), columnist, presentator, essayist en auteur
- Robine Salomons (2001), auteur
- Hannie Schaft (1920-1945), verzetsstrijdster
- Guus Scheffer (1898-1952), gewichtheffer
- Henk Schijvenaar (1918-1996), honkballer en voetballer
- Marcel Schmidt (1958), drummer
- Lara Schnitger (1969), beeldend kunstenaar
- Mak Schoorl (1913-2011), roeier
- Janneke Schopman (1977), hockeyspeler
- Bart Schouten (1967), schaatstrainer
- Wouter Schouten (1638-1704), chirurgijn
- Cornelius Schrevelius (1608-1664), filoloog
- Theodorus Schrevelius (1572-1649), humanist, schrijver en dichter
- Marc Schröder (1971), zakenman
- Pijkel Schröder (1934-2000), bestuurder en feministe
- Harry Schulting (1956), atleet
- Brenda Schultz-McCarthy (1970) ,tennisster
- Pieter Herman Bakker Schut (1941-2007) ,advocaat
- Gerhard Schutte (1901-1978), judoka en tandarts
- Sven Schwarz (1964), roeier
- Hercules Seghers (1589 of 1590-ca. 1633-1640), kunstschilder
- Jopie Selbach (1918-1998), zwemmer
- Fred Sengers (1968), journalist
- Charlie Setford (2004), voetballer
- Selma Sevenhuijsen (1948), hoogleraar
- Pieter Seuren (1934-2021), taalkundige
- Charlie Setford (2004), voetballer
- Olivier Siegelaar (1986), roeier
- Claus Sluter (1340-1406), beeldhouwer
- Maria Geertruida Snabilie (1776-1838), schilderes
- Joost Sneller (1982), Nederlands politicus (D66)
- Jiske Snoeks (1978), hockeyspeler
- Kelvin Snoeks (1987), autocoureur
- Hendrina Sollewyn (1783-1863), schilder en tekenaar
- Monique Somers (1963), weervrouw
- Theo Sontrop (1931-2017), dichter en uitgever
- Pieter Soutman (1593-1657), kunstschilder
- Frank Spaargaren (1940-2020), waterstaatkundig ingenieur
- Ed Spanjaard (1948), dirigent en pianist
- Tjalf Sparnaay (1954), kunstschilder
- Just Spee (1965), sportbestuurder
- Rinus Spoor (1941), televisieregisseur
- Geertruida H. Springer (1895-1988), kunstschilderes
- Krekel van Spronsen (1948-2011), beeldhouwer
- Margaret Staal-Kropholler (1891-1966), eerste vrouwelijke architect
- Piero Stanco (1958), kinderboekenschrijver
- Cornelis van Steenwijck (1626-1684), handelaar
- Lieuwe Steiger (1924-2006), voetbaldoelman
- Maarten Stekelenburg (1982), voetbaldoelman
- Willem Adriaan van der Stel (1664-1733), tweede eerste gouverneur van de Kaapkolonie
- Augustus Sterk (1748-1815), predikant en publicist
- Mieke Sterk (1946), atlete en politica
- Ab van der Steur (1938-2012), kleermaker en historicus
- Ad van der Steur (1893-1953), architect
- Ard van der Steur (1969), politicus
- Johan Adrianus Gerard van der Steur (1865-1945), architect, rector magnificus
- Pa van der Steur (1865-1945), legendarisch figuur in het voormalige Nederlands-Indië
- Peter Stevenhaagen (1965), wielrenner
- Peter Stevenhagen (1963), wiskundige en hoogleraar
- René/Renate Stoute (1950-2000), schrijver/schrijfster en dichter(es)
- Johan Hendrik Stöver (1825-1911), beeldhouwer
- Jan Striening (1827-1903), tekenaar, kunstschilder en docent
- Jan P. Strijbos (1891-1983), natuurliefhebber, ornitholoog, schrijver, natuurfotograaf en -filmer
- Harriët Stroet (1966), actrice
- Jan van Styrum (1757-1824), politicus
- Guus Sundermeijer-Rincker (1923-2024), kunstschilderes en textielkunstenares
- Adriaan Swaen (1863-1947), hoogleraar
- Cornelis Ascanius van Sypesteyn (1823-1892), militair, ambtenaar, politicus en koloniaal bestuurder

### T
- Mohamed Taabouni (2002), voetballer
- Gertjan Tamerus (1980), voetballer
- Paul Tang (1967), econoom en politicus
- Fred Teeven (1958), officier van justitie
- Willem de Tello (1901-1943), verzetsstrijder
- Caroline Tensen (1964), televisiepresentatrice
- Didi Teschmacher (1915-2003), tennisser
- Jacob George Hieronymus van Tets van Goudriaan (1812-1885), minister
- Shaneequa Thelissen (1991), actrice
- Johan August van Thiel (1884-1972), procureur-generaal
- PINK de Thierry (Helena Scheerder) (1943-2023), beeldend kunstenaar
- Willem Tholen (1900-1984), gewichtheffer
- Lennart Timmerman (1989), acteur
- Pieter Toens (1724-1802), politicus
- Dick van den Toorn (1960), acteur
- Jacobus Antonius Nicolaas Travaglino (1831-1905), politicus
- Annette van Trigt (1956), radio- en televisiepresentatrice
- Rob Trip (1960), journalist, radio- en tv-presentator
- Jan Tromp (1949), journalist
- William Troost-Ekong (1993), voetballer
- Jan Tulleken (1883-1962), wielrenner

### U
- Gunay Uslu (1972), politica (D66) en bestuurder

### V
- Nathan Vecht (1977), cabaretier
- Ernst Veenemans (1940-2017), roeier
- Gerrit Veldheer (1857-1950), beeldhouwer
- Jaap Veldheer (1866-1954), kunstschilder en tekenaar
- Joop Veldheer (1892-1987), beeldhouwer
- Remco Veldhuis (1973), cabaretier en zanger (duo Veldhuis en Kemper)
- Friso van Vemde Oudejans (1972), cabaretier, lid van de Ashton Brothers
- Kees Verkade (1941-2020), beeldhouwer
- Frank Verlaat (1968), voetballer
- Jan Vermeer van Haarlem (I) (1628-1691), kunstschilder en tekenaar
- Jan Vermeer van Haarlem (II) (1656-1705), kunstschilder, graveur en tekenaar
- Frans Verpoorten (1924-1997), schilder, beeldhouwer en graficus
- Frans Verpoorten jr. (1949-2025), fotograaf
- Johannes Cornelisz. Verspronck (tussen 1600 en 1603-1662), kunstschilder
- Mark Verzijlberg (1968), voetbaldoelman
- Jan Veldhuizen (1939-2002), politicus
- Nils Verkooijen (1997), acteur
- Gallyon van Vessem (1968), presentatrice
- Louise Vet (1954), biologe en hoogleraar ecologie
- Jan Victors (1619-1676), schilder en tekenaar, behorend tot de Hollandse School
- Lieke Vis (2003), voetbalster
- Barbara Visser (1966), beeldend kunstenares en fotografe
- Vincent Visser (2001), acteur
- Willem Visser 't Hooft (1900-1985), protestants voorman
- Anna van der Vlist (2002), voetbalster
- Peter Vlug sr. (1931-2022), bestuurder (oud-voorzitter stichting Opwekking)
- Erik de Vogel (1961), acteur
- Henk Vogels sr. (1942-2019), Nederlands-Australisch wielrenner
- Maurits van Vollenhoven (1882-1976), diplomaat en publicist
- Carl Wilhelm Vollgraff (1876-1967), hoogleraar Griekse taal- en letterkunde en archeoloog
- Frits de Voogt (1927-2023), roeier
- Peter van der Voort (1964), intensivist en politicus
- Adri Voorting (1931-1961), wielrenner
- Chris Vos (1998), snowboarder
- André van der Vossen (1893-1963), grafisch ontwerper, kunstschilder en tekenaar
- Berend de Vries (1977), politicus
- Gerrit de Vries Azn (1818-1900), premier
- Hugo de Vries (1848-1935), bioloog
- Jelle de Vries (1921-1999), zanger, cabaretier en tekstschrijver
- Matthias de Vries (1820-1892), taalkundige
- Victor E. van Vriesland (1892-1974), dichter en criticus
- Cornelis Vroom (1590/1592-1661), kunstschilder en tekenaar
- Hendrik Cornelisz. Vroom (1566-1640), schilder, graveur en tekenaar
- Jeroen Vullings (1962), literatuurcriticus en biograaf

### W
- Paul van Waarden (1966), restauranthouder en kok
- Alex van Warmerdam (1952), acteur, regisseur, schrijver, schilder en vormgever
- Vincent van Warmerdam (1956), gitarist, componist en theatermaker
- Marc van Warmerdam (1954), film- en theaterproducent
- Pieter Waterdrinker (1961), schrijver
- Toon van Welsenes (1903-1974), atleet
- Beer Wentink (1943), voetballer
- Hans Werdekker (1959), voetballer
- Monique van der Werff (1982), actrice
- Joop van Werkhoven (1950), zeiler
- Roy Wesseling (1964), voetbaltrainer
- Stefan Wessels (1984), basketballer
- Evert Pieter Westerveld (1873-1964), officier en politicus
- Johan Hendrik Westerveld (1880-1942), verzetsstrijder
- Henk Westrus (1937-2013), orkestleider
- Jan Pieter van Wickevoort Crommelin (1763-1837), politicus
- Jan-Kees Wiebenga (1947), politicus
- Esmé Wiegman-van Meppelen Scheppink (1975), politicus
- Cornelis Claesz. van Wieringen (1577-1633), kunstschilder, tekenaar en etser
- Hannah van Wieringen (1982), schrijfster en dichteres
- Bert Wijbenga (1964), politiefunctionaris, bestuurder en politicus
- Cornelis van Wijkerslooth (1786-1851), priester
- Joop Wijn (1969), econoom, politicus en bestuurder
- Jan Wijnants (1632-1684), kunstschilder, tekenaar en decoratieschilder van interieurs
- Sweder van Wijnbergen (1951), econoom
- Pieter van der Wilden (1914-1944), SOE-agent
- Joop Wille (1920-2009), voetballer
- Brecht Willemse (1897-1984), onderwijzeres, politica en verzetsstrijdster
- Laurien Willemse (1962), hockeyspeelster
- Chrisje van der Willigen (1850-1931), kunstschilder, tekenaar en graficus
- Pieter Wispelwey (1962), cellist
- Leopold Witte (1959), acteur
- Pieter van Woensel (1747-1808), scheeps- en legerarts, wereldreiziger, schrijver en politiek tekenaar
- Dirk Wolbers (1890-1957), beeldhouwer, tekenaar en medailleur
- Hatte van der Woude (1969), politica
- Erik van 't Wout (1961), acteur en regisseur
- Philips Wouwerman (1619-1668), kunstschilder en tekenaar
- Henk Wullems (1936-2020), voetbaltrainer

### Z
- Joop van Zijl (1935), nieuwslezer
- Jan David Zocher (1791-1870), architect, stedenbouwkundige en landschapsarchitect
- Louis Paul Zocher (1820-1915), tuinarchitect
- Patty Zomer (1961), zangeres (Dolly Dots)
- Ad Zonderland (1940-2007), voetbaltrainer en sportbestuurder
- Rob Zorn (1965), zanger
- Patrick Zwaanswijk (1975), voetballer
- Piet Zwaanswijk (1947-2024), beeldhouwer
- Hendrik Zwaardemaker (1857-1930), arts, fysioloog, hoogleraar
- Berend Zweers (1872-1946), fotograaf
- Rob Zwetsloot (1955), televisiepresentator
- Claudia Zwiers (1973), judoka

## Overleden
- Francis Allan (1826-1908), historicus
- Henri van Alphen (1881-1966) , burgemeester
- Harry Boda (1889-1973), revueartiest, toneelspeler en filmacteur.
- Klaas Bolt (1927-1990), organist
- Henri Boot (1877-1963), kunstschilder
- François Boulangé (1953-2021), presentator
- Dirk III van Brederode (1308-1377), heer van Brederode
- Klaas Breeuwer (1901-1961), voetballer
- Geertruida Carelsen (1843-1938), schrijfster en journaliste
- Cornelis Cornelisz. van Haarlem (1562-1638), kunstschilder
- Joseph Coymans (1621-1677), ondernemer en grootgrondbezitter
- Lodewijk van Deyssel (1864-1952), schrijver
- Joannes van Dodewaard (1913-1966), bisschop
- Matthieu van Eysden (1896-1970), acteur
- Louis Ferron (1942-2005), schrijver
- Anna van Gogh-Kaulbach (1869-1960), schrijfster
- Frans Hals (1582-1666), kunstschilder
- Maarten van Heemskerck (1498-1572), kunstschilder
- Jeroen Hin (1957-2019), autocoureur en zakenman
- Piet Huijg (1951-2019), voetballer
- Theo Kerstel (1859-1936), graficus
- Hans Keuls (1910-1985), toneelschrijver
- Hans Kox (1930-2019), componist en muziekpedagoog
- Lucien Louman (1896-1952), bariton-bas
- Peter Masseurs (1944-2019), trompettist
- Käty van der Mije (1940-2013), Roemeens-Nederlands schaakster
- Jan Mokkenstorm (1962-2019), psychiater en psychotherapeut
- Jan Jacobs Mulder (1940-2019), schilder, beeldhouwer, schrijver
- Niny van Oerle-van der Horst (1934-2017), politica
- Jaap Ploos van Amstel (1926-2022), beeldend kunstenaar
- Kick Smit (1911-1974), voetballer
- Geertruida H. Springer (1895-1988), kunstschilderes
- Geert Stapenséa (1877-1948), architect
- Pieter Steinz (1963-2016), journalist, literair criticus en schrijver van non-fictie
- Hein van Wijk (1907-1981), politicus
- Theodorus Zwartkruis (1909-1983), bisschop

## Woonachtig geweest
- Willem ten Berge, schrijver en dichter
- Steven Blaisse, olympisch roeier
- Godfried Bomans, schrijver
- Betsie ten Boom, verzetsstrijdster
- Corrie ten Boom, verzetsstrijdster, evangeliste en schrijfster
- Adriaen Brouwer, kunstschilder
- Willem Leonard Brugsma, journalist
- Dirck Volkertsz. Coornhert, graveur, geleerde, theoloog, musicus, publicist, notaris en secretaris
- Poppe Damave, kunstschilder
- Piet Huijg, voetballer
- Floris III van Holland, graaf van Holland
- Charles Karsten, architect en beeldhouwer
- Gerdina Hendrika Kurtz (1899-1989), historicus en stadsarchivaris
- Pim Mulier, atleet en sportpionier
- Hendrik Gerritsz. Pot, schilder
- Harry Prenen, dichter-illustrator-journalist-leraar

- Theo van Reijn, beeldhouwer
- Pieter Saenredam, kunstschilder
- Joan Du Sart, componist, beiaardier en organist
- Jouke Broer Schuil, schrijver
- Nico Sikkel, officier van justitie en procureur-fiscaal Bijzondere rechtspleging
- Kick Smit, voetballer
- Jan Steen, kunstschilder
- Hendrik van Teylingen, schrijver
- Trefossa, dichter
- Rie van Veen, zwemster
- Kees Verwey, kunstschilder
- Joop Voogd, politicus
- Jan Gerard Waldorp, kunstschilder
- Albertus Henricus Wiese, gouverneur-generaal van Nederlands-Indië
- Michel Zanoli, wielrenner